# NGC 2419
NGC 2419 (również Intergalaktyczny Wędrowiec lub GCL 12) – gromada kulista znajdująca się w gwiazdozbiorze Rysia. Odkrył ją William Herschel 31 grudnia 1788 roku.

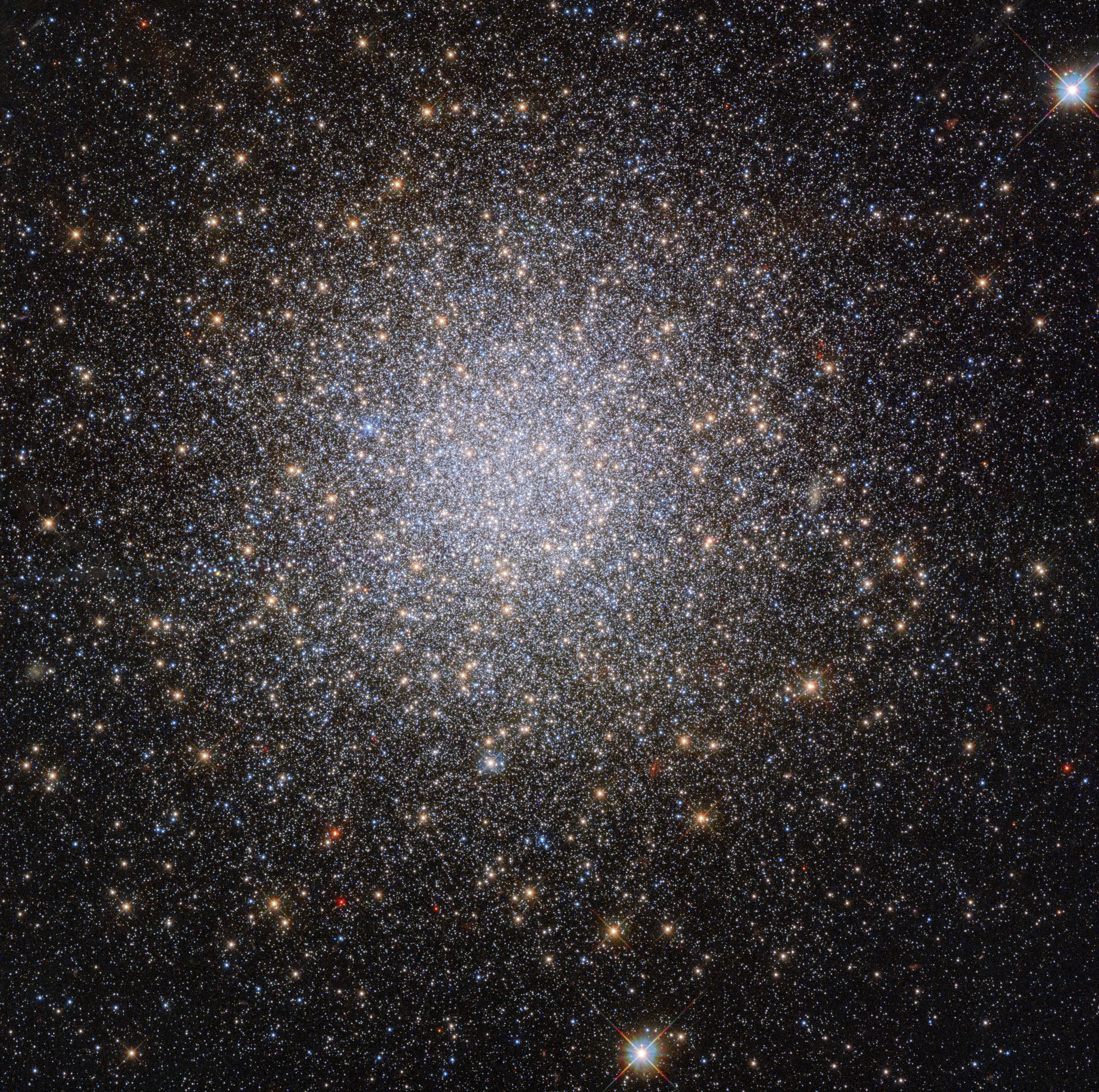
Zdjęcie z Kosmicznego Teleskopu Hubble’a

Wyróżnia się spośród innych gromad kulistych Galaktyki tym, że znajduje się na jej dalekich peryferiach – jej odległość od centrum Galaktyki to 293,2 tys. lat świetlnych, zaś od Słońca dzieli ją około 269,4 tys. lat świetlnych. Należy do niej około 900 tysięcy gwiazd, dlatego mimo znacznej odległości gromada jest relatywnie jasna. Astronomowie spekulują, czy NGC 2419 nie ma podobnego pochodzenia jak Omega Centauri i czy jak ona nie jest jądrem odartej z gwiazd galaktyki karłowatej. Wykazano, że gromada, mimo oddalenia od centrum Drogi Mlecznej, istotnie wokół niej krąży. Znajdzie się najbliżej niej za około trzy miliardy lat.